# 인천미송중학교
인천미송중학교(仁川美松中學校)는 대한민국 인천광역시 연수구 송도동에 있는 공립 중학교이다.

## 학교 연혁
- 2021년 3월 1일 : 인천미송중학교 개교(36학급 설립 인가)
- 2021년 3월 1일 : 초대 정윤희 교장 취임
- 2021년 3월 1일 : 2021학년도 1학년(18학급), 2학년(7학급), 3학년(4학급) 개교
- 2021년 7월 1일 : 도서관 구축 완료
- 2021년 12월 1일 : 지능형 과학실 구축 완료
- 2021년 12월 1일 : 2층 학생 휴게 복합공간 구축 완료
- 2022년 1월 7일 : 제1회 졸업식
- 2023년 1월 6일 : 제2회 졸업식
- 2023년 3월 2일 : 2023학년도 입학식 및 시업식(1학년 11학급, 2학년 11학급, 3학년 14학급)
- 2023년 9월 1일 : 제2대 오동관 교장 취임

## 참고 자료
- 인천미송중학교 - 한국교육학술정보원 학교알리미